# Акт о апелационој надлежности 1887.
Акт о апелационој надлежности 1887. (енгл. Appellate Jurisdiction Act 1887) јесте закон који је усвојио Парламент Уједињеног Краљевства којим је додатно уређен статус редовних апелационих лордова („правних лордова“).
Законом је омогућено да правни лордови могу судити и за вријеме парламентарне паузе, као и да остају доживотни чланови Дома лордова и након пензионисања.